# بحران (فیلم ۱۹۱۶)
بحران (انگلیسی: The Crisis) فیلمی در ژانر جنگی به کارگردانی کالین کمپ‌بل است که در سال ۱۹۱۶ منتشر شد. از بازیگران آن می‌توان به جورج فاست، آلفرد گرین، ویلر اوکمن و یوجینی بسرر اشاره کرد.